# Poleana, Turiisk
Poleana (în ucraineană Поляна) este un sat în comuna Novîi Dvir din raionul Turiisk, regiunea Volînia, Ucraina.

## Demografie
Componența lingvistică a localității Poleana
     Ucraineană (100%)
Conform recensământului din 2001, toată populația localității Poleana era vorbitoare de ucraineană (100%).